# Horst Herold
Horst Herold (ur. 21 października 1923 w Sonnebergu, zm. 14 grudnia 2018) – niemiecki prawnik i policjant.

## Życiorys
Horst Herold urodził się 21 października 1923 roku w Sonnebergu, ale dorastał w Pößneck. W 1930 roku rodzina przeniosła się do Norymbergi. W wieku  osiemnastu lat jako żołnierz wojsk pancernych walczył na froncie wschodnim, był kilkukrotnie ranny. W 1942 roku jego czołg otrzymał bezpośrednie trafienie, a on sam dostał się do radzieckiej niewoli. W 1945 roku zbiegł z niewoli i dotarł do Norymbergi, wojnę zakończył w stopniu porucznika. W tym samym roku rozpoczął w Erlangen studia prawnicze, a w 1951 roku obronił doktorat. W 1952 roku został asesorem sądowym, a rok później pracownikiem prokuratury. Kilka lat później został kierownikiem norymberskiej policji kryminalnej, a w 1964 roku całej tamtejszej policji.
Z powodu pasji do komputeryzacji podwładni nazywali go „Komisarzem Komputerem”. Herold zbudował na potrzeby podległej mu jednostki wielkie archiwum komputerowe, w którym w kilka lat zgromadzono dane blisko 30 000 przestępców i ich ofiar oraz informacje dotyczących prowadzonych śledztw. Do 1969 roku przestępczość w Norymberdze spadła o 25%, a komputerowe bazy danych zaczęły pracować w innych miastach. W listopadzie tego samego roku norymberską policję wizytował minister spraw wewnętrznych Hans-Dietrich Genscher, który będąc pod wrażeniem jej skuteczności dwa lata później zaproponował Heroldowi kierowanie Federalnym Urzędem Kryminalnym (BKA). Ten, po krótkim wahaniu, przyjął propozycję.
Służba, którą przejął, nie posiadała wówczas systemu komputerowego i miała duże braki kadrowe. Herold wywalczył poszerzenie kompetencji agencji i zwiększył zatrudnienie, by w ciągu kilku lat przekształcić BKA w najskuteczniejszą policję w zachodniej Europie.
Większość kariery w BKA spędził na walce przeciw terrorystycznej Frakcji Czerwonej Armii (RAF). Prowadzone przez BKA śledztwa doprowadziły do aresztowania większości przywódców organizacji, jednak zostali oni zastąpieni przez kolejną tzw. generację przywódców, a fala ataków terrorystycznych nie ustała. W połowie lat siedemdziesiątych Herold uruchomił w BKA kilka systemów informatycznych, które gromadziły wszelkie informacje powiązane z RAF. Jego kariera załamała się po porwaniu i zamordowaniu przez RAF Hannsa Martina Schleyera. W 1981 roku minister spraw wewnętrznych Gerhart Baum zwolnił go ze stanowiska szefa BKA.
Z powodu nadal istniejącego RAF, nawet po zakończeniu pracy wymagał ciągłej ochrony. Początkowo chciał osiedlić się w USA, gdzie mógł skorzystać z pomocy FBI przy zmianie tożsamości, ale niemiecki rząd odmówił wkładu finansowego w to przedsięwzięcie. Ostatecznie niemieckie MSW zaproponowało, by osiedlił się w strzeżonej bazie straży granicznej w Rosenheim, gdzie zakupił od państwa działkę ziemi i postawił na niej dom.
Od czasu przejścia na emeryturę rzadko udzielał wywiadów.